# Paktu-dagan
Päktu-dägan (Korejština - 백두대간) je tradiční korejské označení hřebene hor a povodí táhnoucí se převážně východní části korejského poloostrova . Pohoří se táhne po celé délce korejského poloostrova, asi 1500 km, od hory Pektusan na severu po Čirisan na jihu, v některých studiích až po Halla-san na ostrově Čedžu. Pohoří je často spojováno s národní identitou a tradičním korejským šamanismem.
Za součást Päktu-dägan jsou považovány pohoří Sobek a Tchebek. Ačkoli je to v současné době nemožné kvůli korejskému demilitarizovanému pásmu mezi Severní a Jižní Koreou, je pěší turistika v délce hor považována za žádoucí cíl spojený se sjednocením Koreje. Jihokorejská část pohoří dlouhá 687 km je oblíbená pro pěší turistiku.
Päktu-dägan bývá označován jako „páteř“ korejského poloostrova.

## Popis
Päktu-dägan mapuje 1500 km dlouhé pohoří, které se táhne od hory Pektusan na severu k vrcholu Cheonwangbong v Čirisan na jihu. Může dokonce zahrnovat Halla-san na ostrově Čedžu. Koncept také následně popisuje povodí poloostrova a zaznamenává 13 jeongmaek - pohoří, která odbočují z hlavního pohoří, a která účinně svádějí nejvýznamnější korejské řeky do oceánu.
V Jižní Koreji je putování po 687 km dlouhé jihokorejské části stezky, obecně od jihu na sever až po korejské demilitarizované pásmo, považováno za významný úspěch. Jihokorejská stezka byla označena v roce 2006 jihokorejskou vládou za chráněný národní park. Touha projít přes hranici až k hoře Pektusan je důležitá pro znovusjednocení Koreje. Podle Rogera Shepherda z HIKEKOREA tento sentiment sdílí také Severní Korea.

## Historie
Podle tradičního korejského myšlení, ovlivněného taoismem a neokonfuciánstvím, je Pektusan považován za původ a patriarchu všech korejských hor, zatímco Čirisan nebo Hallasan na jižním konci jsou pojímány jako velké matriarchy všech korejských hor.
Během japonské okupace Koreje v letech 1910 až 1945 se Japonsko pokusilo změnit vnímání korejských hor tak, aby bylo v souladu s koncepcí horských pásem, která se používá v západní geografii. Představa o pohoří, která převládala během japonské okupační éry, byla založena na geologických strukturách pod zemí, spíše než na topografických.

### Současnost
Do konce 20. století nebyla turistika v pohoří Päktu-dägan populární, jelikož neexistovala oficiální trasa a navíc se zde vyskytovala nebezpečí například v podobě ussurijských tygrů. Korejští turisté začali vytvářet stezky a mapy na počátku 80. let 20. století. V 90. letech začali okresní vlády, jejichž územím trasa procházela, cestu budovat či vylepšovat. V roce 2000 existovaly pomníky, značky, ukazatele stezky, schodiště a vodní fontány. V roce 2003 byla Korejské lesní správě udělena pravomoc nad regionem jako celkem v Jižní Koreji, ale rozsah této autority a geografické hranice regionu Päktu-dägan zůstaly nedefinované a kontroverzní.
Do roku 2005 zůstal Päktu-dägan světu mimo Koreu zcela neznámý, ale profesor cestovního ruchu David A. Mason jej začal propagovat celosvětovému publiku v angličtině založením webové stránky a publikováním článků. Andrew Douch a Roger Shepherd, turisté z Nového Zélandu, prošli všechny dostupné hřebenové stezky, přičemž si vedli pečlivé záznamy, a poté s podporou výzkumu a úprav od profesora Masona napsali průvodce po stezce. Jejich kniha je souborem nejrozsáhlejších informací o Päktu-dägan v angličtině k roku 2021. Jejich úsilí přilákalo mezinárodní turisty. Dne 3. ledna 2011 byl Mason za jeho zásluhy o proslavení pohoří Päktu-dägan jmenován ministrem Chungem z Korejské lesní služby pod vedením korejského prezidenta I Mjong-bak čestným velvyslancem pro vztahy s veřejností. Shepherd nadále pokračoval ve svých průzkumech a mezinárodních propagacích Päktu-däganu, včetně expedic do některých jeho částí v Severní Koreji.
Na zimních olympijských hrách v Pchjongčchangu v roce 2018 jihokorejský prezident Mun Če-in v projevu prohlásil, že obě Koreje byly spojeny Päktu-däganem. Na mezikorejském summitu v dubnu 2018 Kim Čong Un a Mun symbolicky zasadili strom do půdy z hory Pektusan a Hallasan.